# Dasybasis lydiae
Dasybasis lydiae är en tvåvingeart som beskrevs av Trojan 1991. Dasybasis lydiae ingår i släktet Dasybasis och familjen bromsar.
Artens utbredningsområde är Nya Kaledonien. Inga underarter finns listade i Catalogue of Life.